# 李中林
李中林（1965年—），河北康保人，中国人民解放军中将。

## 生平
早年长期在新疆军区服役，从基层参谋做起，历任中国人民解放军兰州军区第11师31团红3连连长、营长、团长、第4师副参谋长、副师长、第6师（钢铁红军师）师长。2015年3月任西部战区陆军第二十一集团军参谋长，2017年3月任中国人民解放军陆军第七十七集团军副军长。2017年9月，在解放军党代表大会上选举为出席党的十九大代表。2017年12月，任中国人民解放军陆军第七十一集团军军长
2021年9月，提任西部战区副司令员兼参谋长，晋升中将军衔。2023年2月，调任陆军参谋长。8月，随李尚福防长访问白俄罗斯。